# 엘로디 클루벨
엘로디 클루벨(프랑스어: Élodie Clouvel, 프랑스어 발음: [e.lɔ.di klu.vɛl], 1989년 1월 14일~)은 프랑스의 근대5종 선수로 2024년 하계 올림픽에서 여자 개인전 동메달을 획득했다.